# Patriomanis
Patriomanis ist eine ausgestorbene Gattung der Schuppentiere. Sie wird in die Familie der Patriomanidae verwiesen, welche wiederum mit den Manidae, der Familie der rezenten Formen, nahe verwandt ist. Die Tiere erreichten die Größe des Chinesischen oder des Malaiischen Schuppentiers, zeichneten sich aber durch robustere Gliedmaßen und weniger kräftige Hände und Füße aus. Die Schwanz konnte als Greifschwanz eingesetzt werden und lässt so neben einer grabenden Lebensweise auch ein Klettern in Bäumen annehmen. Die Funde von Patriomanis umfassen mehrere Einzelskelette, wodurch nahezu der gesamte skelettanatomische Bau der Tiere rekonstruiert werden kann. Sie stammen überwiegend aus Wyoming und datieren in das Obere Eozän vor 34 bis 36 Millionen Jahren. Es handelt sich um den bisher einzigen bekannten Vertreter der Schuppentiere aus Nordamerika.

## Merkmale
Patriomanis ist einer der am besten und vollständigsten überlieferten Vertreter der ausgestorbenen Schuppentiere. In seiner Größe entsprach er in etwa dem Chinesischen Schuppentier (Manis pentadactyla) oder dem Malaiischen Schuppentier (Manis javanica). Auch im Schädelbau ähnelte er den heutigen Formen. Ein vollständiger Schädel maß in seiner Länge 9,2 cm. Wie bei den rezenten Arten fehlten auffällige Knochenmarken als Muskelansatzstellen. Das Rostrum besaß eine typisch röhrenförmige Gestalt, der gesamte Voraugenabschnitt war deutlich ausgezogen. Im Verhältnis glich Patriomanis so eher dem Malaiischen Schuppentier als dem Chinesischen Schuppentier, das eine verhältnismäßig kürzere Schnauze aufweist. Der Oberkiefer war auffallend hoch, die Verbindung zum Mittelkieferknochen zeigte entsprechend dem Malaiischen und abweichend vom Chinesischen Schuppentier nach hinten. Beide Knochen hatten keine Alveolen ausgebildet, so dass der Schädel analog zu den heutigen Schuppentieren zahnlos war. Das Nasenbein ist nur unvollständig überliefert, das vordere Ende lief aber spitz aus. Der Jochbogen war schwach entwickelt und wie bei den meisten heutigen Schuppentieren nicht geschlossen. Die Scheitelbeine hatten längs einen geraden Verlauf, zur Schädelseite hin waren sie aber stark gekrümmt. Am Hinterhauptsbein trat nahe der Lambdanaht ein leichter Knochenwulst auf, der bei den rezenten Arten fehlt. Die Gelenkflächen für die Verbindung mit der Halswirbelsäule wiesen nach hinten. An der Schädelbasis fehlte am Schläfenbein eine Glenoidgrube für die Verankerung des Unterkiefers. Der Unterkiefer selbst besaß eine spangenförmige Gestalt, das längste erhaltene Exemplar misst 6,7 cm. Auch hier fehlten, typisch für Schuppentiere, die Alveolen für die Zähne, die Oberkante des horizontalen Knochenkörpers bildete einen scharfen Grat. Die Symphyse war lang und besaß unterseits ein glattes Profil. Am hinteren Ende ragte eine eckzahnartige Knochenspitze auf, die auch bei heutigen Schuppentieren vorkommt, aber etwas weiter hinten liegt. Vor und hinter der Basis der Knochenspitze befand sich jeweils ein Foramen mentale, bei den rezenten Vertretern sitzt das hintere direkt unterhalb der Knochenspitze. Abweichend von den heutigen Schuppentieren besaß der Unterkiefer bei Patriomanis noch einen kurzen Kronen- und einen Winkelfortsatz.
Die Wirbelsäule bestand aus 7 Hals-, schätzungsweise 15 Brust-, 7 Lenden-, 3 Kreuzbein- und etwa 36 Schwanzwirbeln. Die Dornfortsätze der Brustwirbel hatten eine relativ einförmige Höhe, was in etwa der Situation bei den heutigen Arten entspricht. Sie zeigten bei den vorderen Wirbeln rückwärts, bei den hinteren nach oben. Letzteres setzte sich bei den Lendenwirbeln fort. Die Schwanzwirbelsäule war deutlich umfangreicher als beim nahe verwandten Cryptomanis und eher vergleichbar mit der des heutigen Weißbauchschuppentier (Phataginus tricuspis). An den Seiten der Wirbel setzten massive Querfortsätze an, die zum mittleren Schwanzabschnitt hin gegabelte Enden aufwiesen. Ebenso befanden sich auf der Unterseite Gelenkflächen zum Ansetzen von Chevronknochen.
Der Bewegungsapparat ist nahezu vollständig belegt. Der Oberarmknochen wurde 7,7 cm lang. Der Kopf war deutlich aufgewölbt und durch eine Vertiefung vom großen Knochenvorsprung (Tuberculum majus) getrennt. Dieser Knochenvorsprung ging in eine massive deltopectorale Leist über, die sich am Humerusschaft entlang zog und etwa in der Mitte überfaltet war, hier setzte der Bizeps an. Sie endete etwas abrupt in einer Nut oberhalb des Ellenbogengelenks, worin die Sehne des Bizeps mündete. Das untere Gelenkende war stark seitlich ausladend. Die Elle erreichte eine Länge von 6,7 cm und besaß dadurch etwa 88 % der Humeruslänge. Von dieser Gesamtlänge nahm das Olecranon etwa 1,8 cm ein, was mehr als ein Viertel ausmacht. Der Schaft der Elle wies seitliche Kompressionen auf. Im Vergleich zu den modernen Schuppentieren war die Speiche gemessen an der Oberarmknochenlänge sehr kurz, seine Länge betrug 4,9 cm. Den längsten Gliedmaßenknochen repräsentierte der Oberschenkelknochen mit gut 8,5 cm Länge. Dessen halbkugeliger Kopf verfügte über eine Hüftkopfgrube, die bei den heutigen Schuppentieren fehlt. Der Schaft zeigte vorn und hinten Verschmälerungen. Seitlich war ein sehr robuster dritter Rollhügel (Trochanter tertius) ausgebildet, der leicht unterhalb der Schaftmitte lag. Die Position war deutlich höher als bei den heutigen Arten, jedoch niedriger als bei Cryptomanis und bei Eomanis. Vom dritten Rollhügel lief ein Knochenkamm aufwärts, der etwa auf Höhe des Kleinen Rollhügels (Trochanter minor) endete. Das Kniegelenk war asymmetrisch gebaut mit einer größeren Gelenkrolle auf der Innenseite im Vergleich zu der auf der Außenseite. Das Schienbein wurde nur wenig kürzer als das Femur. An dessen oberen Schaftende trat eine markante Knochenrippe auf, die sich senkrecht nach unten über etwa zwei Drittel der Schaftlänge ausgedehnte und damit weiter nach unten reichte als bei Cryptomanis oder den rezenten Formen. Es traten auch noch weitere auffällige Knochenmarken auf, etwa eine Vertiefung im Bereich der Kniekehle. Im Vergleich zum Schienbein war das Wadenbein mit 6,8 cm Länge deutlich kürzer, das Längenverhältnis der beiden Knochen zueinander weist einen niedrigeren Wert auf als vergleichsweise bei Cryptomanis oder bei den modernen Formen. Hände und Füße setzten sich aus jeweils fünf Strahlen zusammen. Typisch für Schuppentiere trat am Fuß ein knöcherner Prähallux auf, ein Knochen vor dem großen Zeh, der bei Patriomanis seitlich gepresst und nicht so zylindrisch geformt war wie bei Cryptomanis. Er entsprach somit eher dem Prähallux heutiger Schuppentiere. An der Handwurzel waren das Kahnbein und das Mondbein miteinander verwachsen und bildeten ein scapholunares Element, das auch bei allen rezenten Arten vorkommt. Der Mittelstrahl an Hand und Fuß zeigte sich im Vergleich zu den modernen Schuppentieren nur leicht vergrößert, im Gegensatz zu diesen waren vor allem die Mittelhand- und Mittelfußknochen auffallend verlängert. So erreichte der dritte Metacarpus eine Gesamtlänge von 2,2 cm, was etwa 28 % der Länge des Oberarmknochens entspricht, bei den rezenten Formen liegt dieser Wert unter 25 %. Entsprechend maß der dritte Metatarsus 2,8 cm, was wiederum 35 % der Länge des Schienbeins ausmacht, bei den heutigen Arten sind es wiederum weniger als 25 %. Demgegenüber treten bei den heutigen Schuppentieren vergrößerte Endglieder an den Fingern und Zehen auf, die die anderen Phalangen deutlich an Länge und Massivität übertreffen – so kann die jeweilige Endphalanx je nach Art die mittlere um das zwei bis Dreifache an Länge übertreffen – und robuste Krallen tragen. Patriomanis besaß abweichend davon kaum vergrößerte Endglieder, diese entsprachen in ihren Ausmaßen eher den übrigen Phalangen, wodurch die Hände und Füße weniger massiv wirkten. in Übereinstimmung mit ihren modernen Gegenstücke waren die Enden der letzten Phalangen tief eingeschlitzt, der Schlitz diente als Ansatzstelle der Kralle.

## Fossilfunde
Schuppentiere gehören zu den seltenen Faunenelementen im Fossilbericht, was einerseits an ihrem wohl seltenen, einzelgängerischen Auftreten in Wäldern liegt, andererseits sind Fossilien dieser Gruppe durch den zahnlosen und weitgehend grazilen Schädelbau schwer zu identifizieren. Patriomanis ist der einzige bekannte Vertreter der Schuppentiere, der bisher in Nordamerika entdeckt wurde. Insgesamt sind sechs Individuen belegt, zwei davon werden durch nahezu vollständige Skelette repräsentiert, drei liegen in Form von Teilskeletten oder teils artikulierten Skelettpartien vor während vom letzten lediglich ein Unterarmknochen aufgefunden wurde. Die Skelette und Teilskelette stammen allesamt vom Flagstaff Rim, einer bedeutenden Fossillagerstätte der White-River-Gruppe im Natrona County im zentralen Bereich des US-Bundesstaates Wyoming. Die White-River-Gruppe ist eine weitflächig von den zentralen Rocky Mountains bis zu den Großen Ebenen verbreitete Einheit bestehend aus mehreren Gesteinsformationen, die sich aus feinkörnigen Ablagerungen terrestrischen Ursprungs zusammensetzen. Die Sedimentabfolge wird von mehreren vulkanischen Bildungen unterbrochen. Die in den Ablagerungen eingebetteten Wirbeltierfossilien gehören zu den umfangreichsten ihrer Zeit weltweit. Die White-River-Gruppe als gesamte Einheit datiert in das Obere Eozän und in das Oligozän, was etwa dem Zeitraum von vor 38 bis 23 Millionen Jahren entspricht. Die Funde von Patriomanis stammen innerhalb der White-River-Gruppe aus der Chadron-Formation, befanden sich aber in unterschiedlichen stratigraphischen Positionen. Der Holotyp (ein Teilskelett) und ein weiteres vollständiges Skelett lagen nur 3 bis 4 m auseinander, dicht oberhalb einer Schicht reich an vulkanischer Asche (Ash F), sie bilden die chronologisch jüngsten Individuen. Das zweite vollständige Skelett wurde etwa 80 m unterhalb der Position des Holotyps in einer Tonschicht nahe der Basis einer weiteren Aschelage (Ash A) aufgefunden und dürfte den ältesten Vertreter der Fundserie repräsentieren. Ein weiteres Teilskelett lag 35 m höher als letztgenanntes unweit der Ash-D-Schicht. In dessen Nähe kam auch das dritte Teilskelett zum Vorschein. Der gesamte Fundbereich wird in das ausgehende Eozän gestellt und gehört der lokalstratigraphischen Stufe des Mittleren Chadronium an, er dürfte somit zwischen 36,6 und 34,8 Millionen Jahre alt sein, die Spanne von rund 2 Millionen Jahren entspricht auch der Streuung der Funde von Patriomanis. Der singuläre Unterarmknochen stammt aus der Renova-Formation im Becken des Jefferson Rivers in Montana, was etwa 500 km in Nordrichtung vom Flagstaff Rim entfernt ist. Das Alter ist vergleichbar zu dem der anderen Funde.

## Paläobiologie
Allgemein ist Patriomanis etwas kleiner, aber ähnlich gebaut wie sein naher Verwandter Cryptomanis aus dem nördlichen Asien. Ihm fehlt zwar die generelle Robustizität von letztgenanntem, aber auch bei Patriomanis weisen zahlreiche anatomische Merkmale auf eine grabende Lebensweise hin. Hierzu gehören etwa der kräftige Große und Dritte Rollhügel am Oberschenkelknochen, die deltopectorale Leiste am Oberarmknochen oder die Knochenleiste am oberen Ende des Schienbeins oder das ausladende Olecranon an der Elle. In diesen Merkmalen übertrifft Patriomanis die heutigen Schuppentiere. Ähnlich wie bei Cryptomanis sind bei Patriomanis ebenfalls die Hand- und Fußelemente nicht so kräftig entwickelt wie im Vergleich zu den rezenten Formen, was sich vor allem im weniger prominenten dritten Strahl und dessen Kralle ausdrückt. Demnach scheinen die Patriomanidae an eine zu den heutigen Schuppentieren etwas abweichende Form des Grabens im Untergrund angepasst gewesen zu sein, bei der überwiegend die oberen Abschnitte der Gliedmaßen beansprucht wurden, weniger die Hände und Füße. Dadurch zeichnet sich auch eine anatomische Verlagerung der Merkmale der Grabungsbefähigung während der Stammesgeschichte der Schuppentiere ab. Der sehr lange, aus 36 Einzelwirbeln bestehende Schwanz ähnelte dem der heutigen baumkletternden Schuppentiere. Diese setzen ihren Schwanz als Greiforgan zur Fortbewegung im Geäst ein. Die einzelnen Schwanzwirbel sind daher mit kräftigen Querfortsätzen und zusätzlich mit Chevronknochen als Ansatzstelle für die massige Schwanzmuskulatur ausgestattet. Beides findet sich auch bei Patriomanis, so dass der Schwanz höchstwahrscheinlich als Greifschwanz genutzt wurde, der dann auch ein Klettern in den Bäumen unterstützte. Dadurch unterscheidet sich Patriomanis von Cryptomanis, bei dem kräftige Fortsätze an den Schwanzwirbeln fehlten, so dass dieser keinen Greifschwanz aufwies.
Prinzipiell zeigt die zahnlose, röhrenförmige Schnauze an, dass Patriomanis wie die heutigen Schuppentiere ein spezialisierter myrmecophager Insektenfresser war, seine Hauptnahrung bestand somit vornehmlich aus Ameisen und Termiten. Eine ähnliche Schnauze ist schon bei den ursprünglichsten Vertretern der Schuppentiere wie Eomanis ausgebildet und findet sich in einer konvergenten Form bei den heutigen Ameisenbären wieder. Der Schädel von Patriomanis trägt analog zu dem der heutigen Schuppentiere kaum markante Knochenmarken als Muskelansatzstellen. Allerdings ist der Unterkiefer im Unterschied zu den rezenten Formen noch etwa robuster entwickelt und verfügt noch über einen kleinen Kronen- und Winkelfortsatz. Dies impliziert, dass die Kaumuskulatur zwar weitgehend zurückgebildet war, aber nicht ganz so stark wie bei den heutigen Vertretern. Höchstwahrscheinlich diente eine lange Zunge zur Aufnahme der Nahrung wie es typisch für extreme Myrmecophagen wie den Schuppentieren oder Ameisenbären ist. Bei diesen setzt die Zunge über die Zungenbeinmuskulatur nicht am Zungenbein selbst, sondern am Brustbein an, dessen Schwertfortsatz charakteristisch nach hinten auszieht. Das Brustbein ist bei Patriomanis nur unvollständig überliefert, bei Cryptomanis aber besser erhalten, dessen Schwertfortsatz kaum Abweichungen zu dem der heutigen Schuppentiere aufweist.

## Systematik
Patriomanis ist eine Gattung aus der ausgestorbenen Familie der Patriomanidae. Die Familie wurde im Jahr 1998 von Frederick S. Szalay und Friedemann Schrenk eingeführt, sie umfasste zur damaligen Zeit alle bekannten fossilen Schuppentiere. Allerdings zeigen einige stammesgeschichtlich sehr frühe Formen wie etwa Eomanis aus dem Mittleren Eozän der Grube Messel noch deutlich basalere Merkmale, die bei den späteren Formen einschließlich der heutigen Schuppentiere nicht mehr vorkommen. Dazu gehören beispielsweise die ungeschlitzten Endphalangen an Händen und Füßen oder die weniger stark eingekrümmten Gelenkfortsätzen der Lendenwirbel. Aus diesem Grund verwies Gerhard Storch im Jahr 2003 Eomanis in eine eigene Familie, die Eomanidae. Dies wurde in einer Revision der Schuppentiere durch Timothy J. Gaudin im Jahr 2009 bestätigt, nach dieser enthalten die Patriomanidae neben Patriomanis nur noch Cryptomanis aus dem Oberen Eozän von Zentralasien. Eine weitere Form, Necromanis, welche vom Oligozän bis zum Miozän in Eurasien verbreitet war, bildete in der Revision die Schwestergruppe der Patriomanidae. Weitere phylogenetische Untersuchungen, die mit der Entdeckung von neuem Fossilmaterial von Necromanis einhergingen, sprechen aber dafür, die Gattung ebenfalls in die Patriomanidae einzuordnen. Die Patriomanidae und Manidae formen zusammen die Überfamilie der Manoidea.
Die Gattung Patriomanis wurde von Robert J. Emry im Jahr 1970 wissenschaftlich erstbeschrieben. Dafür stand ihm ein Teilskelett (Exemplarnummer F:AM 78999) von der Fundstelle Flagstaff Rim der White-River-Formation zur Verfügung. Dieses wurde bereits im Jahr 1957 bei einer Feldexpedition des Frick Laboratory unter Leitung von Morris F. Skinner in Aufschlüssen im Tal Lone Tree Gulch rund 9 km nordnordwestlich der Ortschaft Alcova im Natrona County von Wyoming entdeckt. Das Teilskelett setzt sich aus einem Fragment des hinteren Schädels sowie Teilen der Wirbelsäule und des Bewegungsapparates zusammen. Der Gattungsname Patriomanis besteht aus dem lateinischen Wort patria („Heimat“, „Vaterland“) und der wissenschaftlichen Bezeichnung Manis für die heutigen (asiatischen) Schuppentiere. Als einzige Art ist Patriomanis americana (von Emry unter der Bezeichnung Patriomanis americanus eingeführt) anerkannt, wobei das Artepitheton auf die Verbreitung in Nordamerika verweist. Möglicherweise repräsentiert aber der stratigraphisch älteste Fund, ein nahezu vollständiges Skelett, eine abweichende Chronospezies, da der Fund rund 80 m unterhalb des Holotypen (und bisher stratigraphisch jüngsten Belegs) liegt. Die Zeitspanne zwischen beiden Funden beträgt rund 2 Millionen Jahre, zudem stammt das ältere Teilskelett von einem auffallend kleineren Individuum.
Heute sind Schuppentiere auf die tropischen Regionen Asiens und Afrikas beschränkt. Ihr Ursprung wird in der nördlichen Hemisphäre vermutet, wahrscheinlich Eurasien. Die ältesten Nachweise stammen aus der Grube Messel in Deutschland, deren Funde in das Mittlere Eozän datieren. Dies ist deutlich weiter nördlich als das gegenwärtige geographische Vorkommen der Schuppentiere. In dieser Zeit waren aber durch günstigere klimatische Bedingungen tropische Regenwälder bis weit in den Norden verbreitet. Vermutlich erreichten die Schuppentiere über ostwärts gerichtete Wanderungen Nordamerika und passierten dabei die Beringbrücke. Im Oberen Eozän vor rund 40 Millionen Jahren ist Cryptomanis im nördlichen Asien in der Mongolei nachgewiesen. Die Fossilreste von Patriomanis sind noch einmal etwas jünger, die Zeitspanne zwischen den ersten Nachweisen in der Grube Messel und in Nordamerika beträgt etwa 10 Millionen Jahre. Die Entdeckung von Schuppentieren in Europa und Nordamerika macht es wahrscheinlich, dass die Tiere im Verlauf des Mittleren und Oberen Eozäns über weite Teile Eurasiens verbreitet waren. Allerdings kam es während dieses geologischen Zeitabschnittes in Folge von Klimaverschlechterungen und allmählicher Austrocknung zum Rückgang der tropischen Wälder, im nachfolgenden Oligozän und Miozän hielten sich Schuppentiere nur noch in Europa und im südlicheren Asien.